# Didymoctenia exsuperata
Didymoctenia exsuperata är en fjärilsart som beskrevs av Walker 1860. Didymoctenia exsuperata ingår i släktet Didymoctenia och familjen mätare. Inga underarter finns listade i Catalogue of Life.

## Bildgalleri

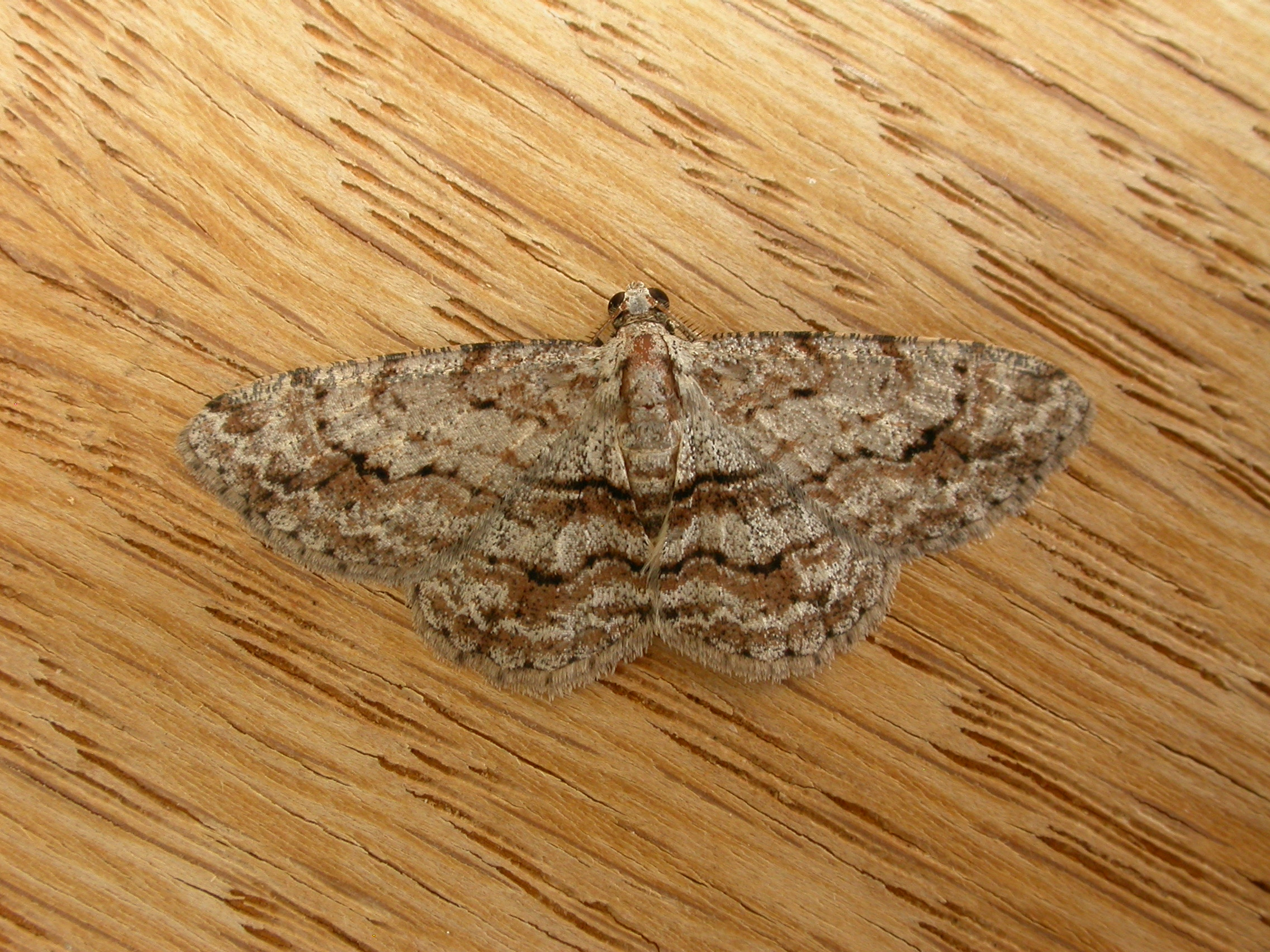